# Zamek w Harlech
Zamek Harlech (ang. Harlech Castle) – XIII-wieczny zamek-warownia w typie koncentrycznym (z pełnym obwodem obwarowań), wzniesiony na wzgórzu klifowym u wybrzeża Morza Irlandzkiego w Harlech (dawne księstwo Gwynedd, Walia, Wielka Brytania).
Należy do zespołu kilkunastu zamków w Gwynedd ufundowanych przez króla angielskiego Edwarda I, w ramach kampanii walijskiej. W latach 1404–1409 Harlech było de facto stolicą niezależnego państwa walijskiego powstałego po powstaniu Owaina Glyndwra. Siedem lat później podczas Wojny Dwóch Róż był oblężony, co zostało wspomniane w legendarnej pieśni „Ludzie z Harlech".
Obiekt należy do zespołu zamków i obwarowań miejskich w Gwynedd, które w 1986 roku zostały wpisane na listę światowego dziedzictwa UNESCO.

## Dzieje
Według miejscowej tradycji, Harlech powstał na miejscu dworu Brana, jednakże badania zarówno historyczne, jak i archeologiczne potwierdziły późniejszą metrykę budowli. Jest to fundacja króla angielskiego, Edwarda I, który na terenie podbitej przez siebie Walii założył szereg miast i zamków. Zamek w Harlech był wznoszony od około 1283 roku.
Kampania walijska króla Edwarda I spowodowała konflikt między odwiecznymi wrogami, Anglikami i Walijczykami. Wybuchł on 22 marca 1282. Przywódca Walijczyków, Llewelyn Ostatni, zginął tego samego roku, dnia 11 grudnia. Jego brat Dafydd ap Gruffudd przejął dowództwo . Rycerstwo angielskie zdobyło wpierw zamek Dolwyddelan w styczniu 1283; co umożliwiło dalsze podboje, pod strefę wpływów angielskich włączono kolejne tereny, Dolinę Conwy, zamek Castell y Bere (zdobyty w marcu 1283), oraz Herlech, który zajął liczący 560  wojowników oddział dowodzony przez Sir Otto de Grandison.
Według źródeł, dnia 14 maja rozpoczęto prace budowlane. Harlech jest jednym z 14  zamków wzniesionych przez króla Edwarda I w ciągu ostatnich dekad XIII stulecia. Jak wiele zamków w tym regionie, Harlech został zaprojektowany najprawdopodobniej przez anonimowego architekta znanego w literaturze jako Mistrz Jakub z St. George, który miał wznieść również zamki m.in. w Conwy, Caernerforn i Beaumaris. Budowa trwała siedem lat i kosztowała 8,190 funtów. Zewnętrzne elewacje zintegrowano ze stromymi skałami. W 1286 roku, kiedy prace budowlane prowadzono z największym rozmachem, zatrudnionych było 546 budowniczych, 115 kamieniarzy-murarzy, 30 kowali, 22 stolarzy i 227 kamieniarzy-rzemieślników.
Obiekt należy do zespołu zamków i obwarowań miejskich w Gwynedd, które w 1986 roku zostały wpisane na listę światowego dziedzictwa UNESCO.

## Architektura

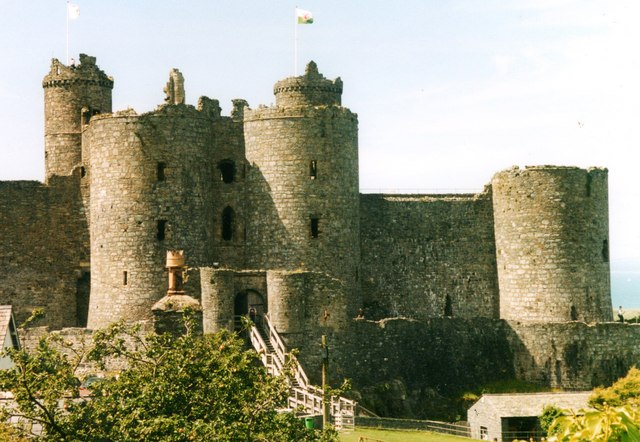
Widok na zamek od strony wschodniej – widoczna brama główna

Zamek Harlech, podobnie jak pozostałe fundacje Edwarda I, stanowił element systemu obronnego obejmującego północno-zachodnie rubieże Królestwa. Wykorzystano warunki naturalne, górzyste tereny, klifowe wybrzeża morskie (tak jak w przypadku Harlech), rzeki, zatoki i cieśniny.
Otoczony urwistym wybrzeżem zamek mieścił wewnątrz skał system korytarzy umożliwiających dostarczenie zaopatrzenia nie od strony lądu (gdzie zamek był narażany na niebezpieczeństwa), a przez transport morski. Mimo dużej wysokości urwiska (ok. 50–60 m.) wykute w skałach korytarze i schody umożliwiały dojście do statków. Obecne wybrzeże jest oddalone ok. 1,2 km. od zamku, podczas gdy w średniowieczu wzgórze zamkowe stykało się z morzem.
Zamek ma układ koncentryczny, zbudowany został na planie regularnego czworoboku. Otoczony jest podwójnymi murami obronnymi, zewnętrznymi niższymi i wewnętrznymi wyższymi bez baszt, z wyjątkiem niewielkiej wieży wartowniczej z bramą prowadzącą na dziedziniec zamku. Ze względu na położenie w sąsiedztwie wybrzeża klifowego najbardziej ufortyfikowano zamek od strony wschodniej, gdzie znajduje się potężny budynek bramowy z parą półokrągłych wież. Brama złożona jest z kilku przejść zamykanych broną i mordowni, które trzeba przejść by dostać się do dziedzińca. Od strony wewnętrznej budynku bramy ściana jest przepruta dużymi otworami okiennymi. W obrębie dziedzińca znajduje się główna część zamku, warowna rezydencja. Ma plan zbliżony do kwadratu. Przy narożnikach wznoszą się masywne cylindryczne wieże. W obrębie rezydencji znajdują się m.in. pomieszczenia dla króla, sala audiencjonalna, kaplica.

## Galeria

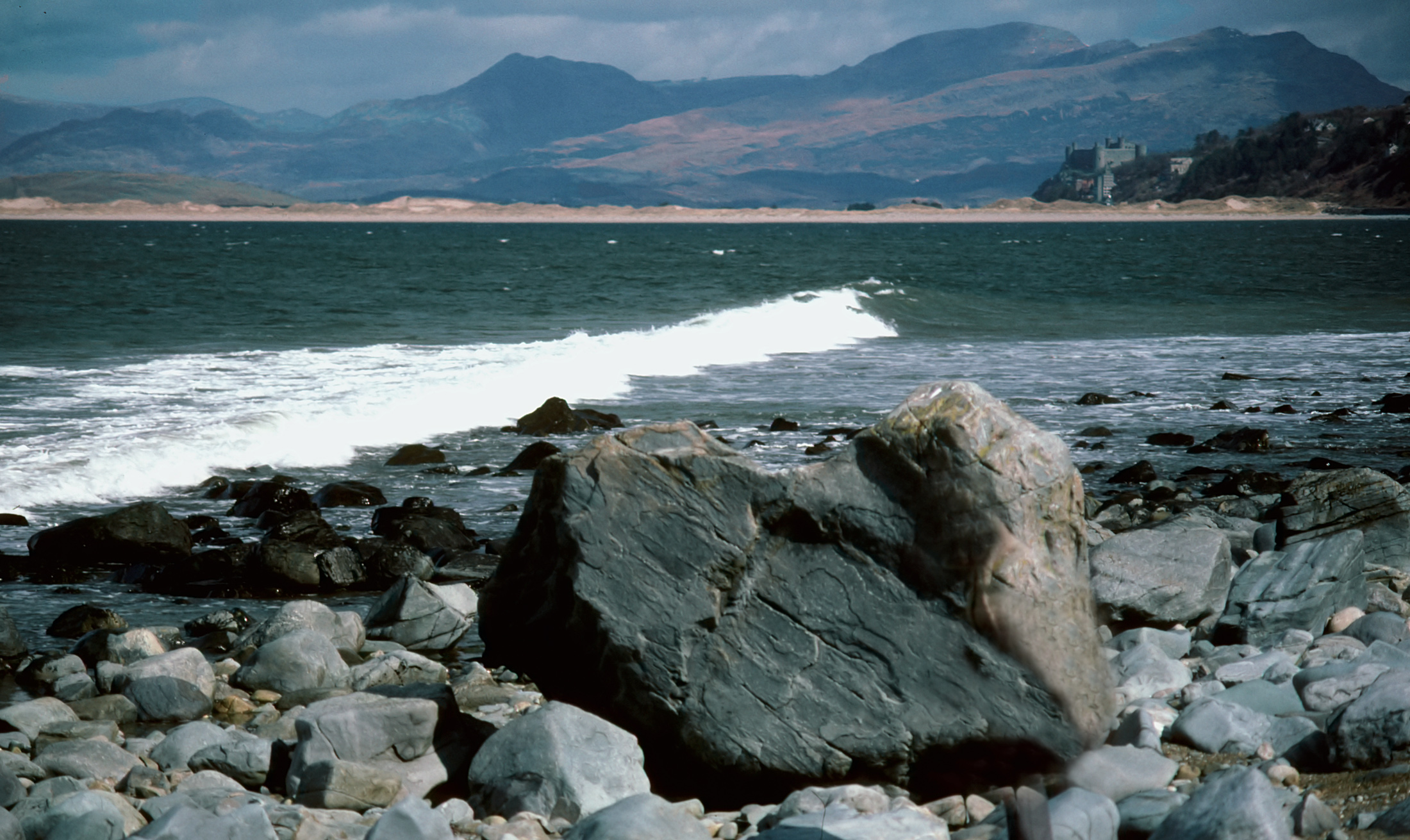
Widok na okolice Harlech (w głębi zamek)
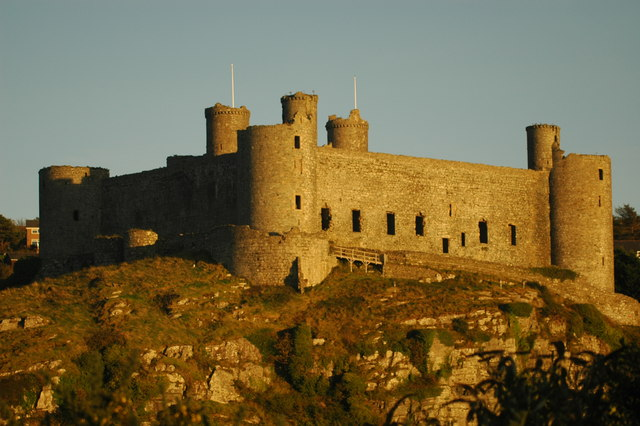
Widok na zamek od strony morza o zmierzchu
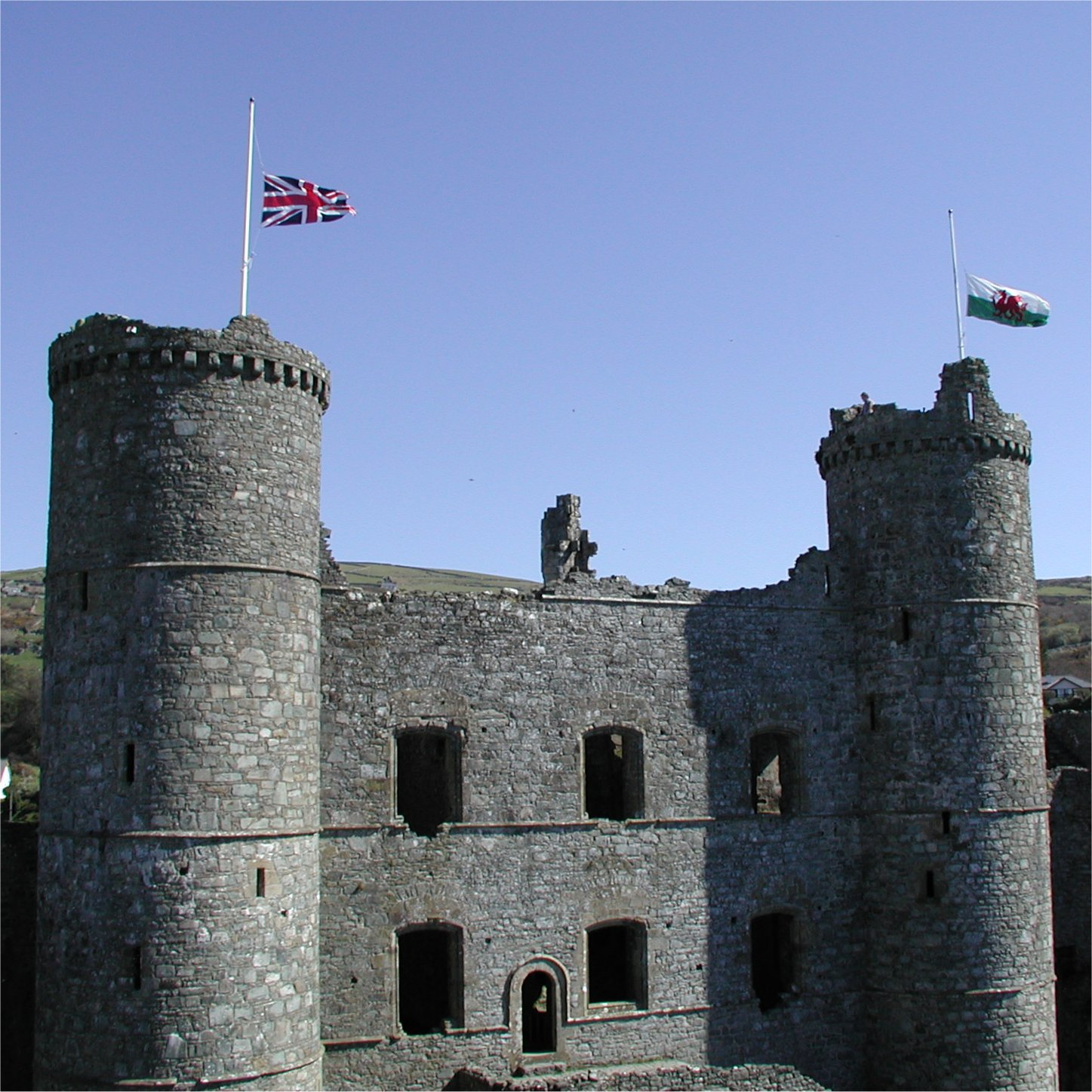
Fragment rezydencji
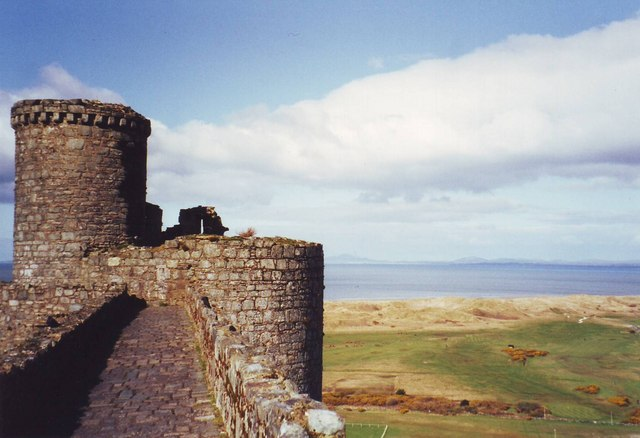
Widok na północno-zachodnia wieżę